# Sibon
Sibon är ett släkte av ormar som ingår i familjen snokar. Släktet tillhör underfamiljen Dipsadinae som ibland listas som familj.
Arterna har en ganska smal kropp och ett nästan ovalt huvud. De förekommer i Central- och Sydamerika. Individerna lever i skogar och de klättrar främst i träd. Födan utgörs av snäckor. Honor lägger ägg.
Arter enligt Catalogue of Life och The Reptile Database:
- Sibon annulatus
- Sibon annulifera
- Sibon anthracops
- Sibon argus
- Sibon bevridgelyi
- Sibon carri
- Sibon dimidiatus
- Sibon dunni
- Sibon fasciatus
- Sibon fischeri
- Sibon lamari
- Sibon linearis
- Sibon longifrenis
- Sibon manzanaresi
- Sibon miskitus
- Sibon nebulatus
- Sibon sanniola
- Sibon sanniolus